# فصل ذاتي
الفصل الذاتي للطائرة (self-separation) هو قدرة الطائرة على الحفاظ على فصل آمن ومقبول عن الطائرات الأخرى دون اتباع التعليمات أو التوجيه من وكيل الحكم لهذا الغرض، مثل مراقبة الحركة الجوية. في أبسط أشكالها، يمكن وصفها بمفهوم الرؤية والتجنب (see and avoid)، في حالة الطائرات التي يقودها الإنسان، أو الإحساس والتجنب (sense and avoid)، في حالة الطائرات بدون طيار. ومع ذلك، وبسبب عدة عوامل مثل الطقس وقواعد الطيران الآلي وتعقيد الحركة الجوية، فإن قدرة الفصل الذاتي تتضمن عناصر وجوانب أخرى مثل قواعد الجو، تقنيات وبروتوكولات الاتصال، وإدارة الحركة الجوية وغيرها.

## السياق والخلفية التاريخية
لا يمكن لطياري الطائرات الحديثة الاعتماد فقط على القدرات البصرية ومهارات القيادة للحفاظ على فصل آمن مقبول عن الطائرات الأخرى، وبالتالي يتم تنفيذ نسبة كبيرة من الرحلات الجوية المعاصرة بموجب قواعد الطيران الآلي مع مسؤولية الفصل التي تنتمي إلى مراقبة الحركة الجوية (ATC). ومع ذلك، نظرًا لأن نمو الحركة الجوية في نهاية القرن العشرين وفي بداية القرن الحادي والعشرين يجهد قدرة مراقبة الحركة الجوية (ATC)، فإن الباحثين في مجال الطيران والنقل الجوي يحاولون اقتراح تحسينات تكنولوجية من أجل التعامل مع هذه السلالة، أحدها هو الانفصال الذاتي.
بدأ اعتبار الفصل الذاتي كمفهوم تشغيلي محتمل ضمن مبادرة الطيران الحر. عامل التمكين التكنولوجي الرئيسي الخاص بها هو بث المراقبة التلقائي المعتمد (ADS-B)، حيث تقوم الطائرات تلقائيًا بنقل تقارير الموقع والحالة الدورية، بما في ذلك معلومات الموقع الأفقي المطلق، والتي لا تُستخدم كمصدر معلومات لنظام تجنب الاصطدام المروري الموجود مسبقًا (TCAS). فيما يتعلق بالتطبيقات الحالية لـ (TCAS)، والمقصود منها فقط تجنب الاصطدام، يتطلب الفصل الذاتي قفزة في منطق المعالجة وتوقع الوقت وتغييرات الإجراءات. تعتمد جدواها على الثقة في الأتمتة وتعايشها مع الدور البشري في قمرة القيادة. تم إجراء بعض الدراسات لتقييم هذه العلاقة، وأظهرت النتائج أن المفهوم مقبول جيدًا من وجهة النظر التجريبية دون فرض عبء عمل غير معقول.
تم اقتراح نهج متوافق ولكنه أقل جذرية وأكثر قابلية للتنفيذ فيما بعد وتم تسميته باسم إدارة حركة المرور الجوية الأرضية الموزعة (DAG-TM)، مع الحفاظ على مراقبة الحركة الجوية (ATC) والتي لا تزال تلعب دورًا مهمًا، مع السماح بمزيد من الحرية في المجال الجوي في المسار. إلى جانب ذلك، تمت دراسة الجوانب الأخرى ذات الصلة في سياق أوسع في مشروع الطيران الحر المتوسطي (MFF) والذي كان أحد الاستنتاجات الرئيسية أن الفصل الذاتي سيكون مفيدًا بشكل عام، ولكن يجب أن يكون مقصوراً على المجال الجوي منخفض أو متوسط الكثافة.
منذ بداية الارتباط بين الفصل الذاتي وبث المراقبة التلقائي المعتمد (ADS-B)، ارتبط أيضًا بمفهوم تقني آخر يسمى نظام مساعدة الفصل المحمول جواً (ASAS) والذي، باختصار، يؤدي المنطق الأساسي للفصل الذاتي و التطبيقات الأخرى ذات الصلة. مع هذا الارتباط، يمكن تمييز مفهوم الفصل الذاتي للطائرات في السياق التكنولوجي والتشغيلي الكامل بشكل أكثر وضوحًا عن المفاهيم الأساسية المذكورة بالفعل وتجنبها واستشعارها وتجنبها. كان أساس افتراضًا في مشروع MFF وأيضًا في الدراسات اللاحقة مثل سلسلة (Consiglio et al.)، والتي تعمقت في جوانب العامل البشري ووضعت الأسس للفصل الاستراتيجي وعمليات إدارة الصراع التكتيكي في الفصل الذاتي.
قدمت مشاريع أخرى مساهمات تكميلية، مثل تقنيات وخوارزميات الفصل الآمن المتقدمة (ASSTAR)، التي نفذت تحليلات الأداء والسلامة والتكلفة والعائد لتطبيقات (ASAS)، بما في ذلك إصدار محدود من الفصل الذاتي، مما أدى إلى نتائج إيجابية. استنادًا إلى الدراسات المذكورة أعلاه وغيرها من الدراسات، تم اختيار نظام الفصل الذاتي القائم على أساس كأحد الأهداف التي يتعين متابعتها من خلال برامج التطوير الرئيسية في إدارة الحركة الجوية، مثل بحث وتطوير أجهزة الصراف الآلي في السماء الأوروبية الموحدة (SESAR) ونظام النقل الجوي الأمريكي من الجيل التالي (NextGen)، حتى لو كان مقصورًا على ظروف وأجواء معينة.

## التطورات الأخيرة
في الآونة الأخيرة، حدد مشروع (iFly) مفهومًا جديدًا لعمليات الفصل الذاتي في الفضاء الجوي عالي الكثافة، بناءً على الأعمال الموضحة أعلاه، وقام بتقييمه كميًا باستخدام طرق محاكاة عشوائية متقدمة. تشير النتائج التي تم الحصول عليها من هذه الدراسات إلى أنه يمكن استخدام الفصل الذاتي بأمان في مجال جوي بثلاثة أضعاف كثافة المجال الجوي الأوروبي في الطريق اعتبارًا من عام 2005، إذا تحسن مستوى الاعتمادية وبث المراقبة التلقائي المعتمد (ADS-B) بعامل خمسة أو إذا تحسنت اعتمادية (TCAS) بنفس العامل.

## القضايا العالقة
بعض القضايا الأكثر صلة التي يجب حلها من أجل الانفصال الذاتي هي:
- كيف تنتقل بأمان من المجال الجوي الخاضع للرقابة إلى المجال الجوي الذي ينفصل عن النفس؟
- ما هو التوازن الصحيح بين إمكانية التنبؤ بالمسار والمرونة من أجل تحقيق الكفاءة العملية والسلامة المقبولة؟

على الرغم من أن هذه الموضوعات قد تم بحثها وهناك بعض الحلول المقترحة لها، إلا أن تعقيد المشكلة حالت دون تحقيق استجابات نهائية.